# Arusí
Arusí es un centro poblado colombiano del departamento de Chocó, bajo jurisdicción del municipio de Nuquí. Ubicado a orillas del océano Pacífico, muy cerca del cabo Corrientes. Su centro poblado se extiende a lo largo de la playa, con poca penetración hacia el continente. Es unos de los puntos turísticos de la costa chocoana, lugar visitado por nacionales y extranjeros debido a su riqueza natural, la cultura local y su gastronomía. 

## Geografía
Tiene una playa angosta, discontinua, con sedimentación marina, ocurrencia de mareas y migración de la bocana de los ríos y redistribución de sedimentos. Arusí está rodeado por el occidente por el río Arusí y por el sur por el estero El Ají y por el norte limita con el mar. 

## Vías de comunicación
Vía aérea cuenta con el aeropuerto Reyes Murillo en Nuquí y de ahí al muelle que nos lleva a este paraíso del Pacífico colombiano.
Existe una lancha de fibra (Emmar) que cubre la ruta desde el centro poblado hasta la cabecera municipal, los lunes, miércoles, viernes y domingo saliendo a las 7:00 a. m. y regresando entre 3:00 y 4:00 p. m. El valor del pasaje es de $9.000 y el recorrido tarda aproximadamente una hora y media, haciendo escala en Coquí, Joví, Guachalito, Terquito, El Cantil, Piedra Piedra, Terco, Termales y Partadó. Algunos habitantes se transportan en sus canoas de madera. 
La comunicación a Buenaventura se realiza a través de botes y barcos de donde se abastecen los habitantes y los comerciantes.

## Sitios turísticos
- Río Arusí y Arusisito
- Avistamiento de ballenas
- Las Peñas (rocas y cascadas)
- Mar, radas, caletas
- Playas de Arusí

## Economía
El territorio está destinado a la agricultura, la pesca, la cacería, la extracción de madera, la recolección y la ganadería. 
Predomina como primera actividad la pesca, que se realiza de manera artesanal, la agricultura ocupa la segunda actividad en la economía, siendo los principales productos el arroz, el coco y el plátano.